# Nikołaj Osietrow
Nikołaj Aleksiejewicz Osietrow (ros. Николай Алексеевич Осетров, ur. 1905 w Irkucku, m. 7 listopada 1992 w Moskwie) – funkcjonariusz radzieckich służb specjalnych, generał porucznik.

## Życiorys
Do 1918 uczył się w szkole w Irkucku, od sierpnia 1920 pracował na stacji w guberni irkuckiej, od maja do sierpnia 1921 był szoferem w armii, następnie pracownikiem kombinatu węglowego w Irkucku, później gubernialnego komitetu wykonawczego i komisariatu wojskowego. W sierpniu 1925 został żołnierzem Armii Czerwonej, w 1929 ukończył szkołę artylerii w Tomsku, dowodził plutonem i baterią w Nadwołżańskim Okręgu Wojskowym, od grudnia 1933 do początku 1939 był słuchaczem Akademii Artyleryjskiej im. Dzierżyńskiego, w lutym 1939 został skierowany do pracy w NKWD. Od 4 lutego do 7 września 1939 był szefem Wydziału Specjalnego GUBB NKWD na Kijowski Okręg Wojskowy w stopniu majora bezpieczeństwa państwowego, od 7 września 1939 do lutego 1941 zastępcą szefa Wydziału 4 (Specjalnego) GUGB NKWD ZSRR - szef Sekcji Śledczej, od lutego do 17 lipca 1941 zastępcą szefa Zarządu 3 Ludowego Komisariatu Obrony ZSRR - szefem Sekcji Śledczej, a od 22 sierpnia 1941 do 29 kwietnia 1943 zastępcą szefa Zarządu Wydziałów Specjalnych NKWD ZSRR; 20 września 1941 został mianowany starszym majorem bezpieczeństwa państwowego), a 14 lutego 1943 komisarzem bezpieczeństwa państwowego. Od kwietnia 1943 do lipca 1945 był szefem Zarządu Kontrwywiadu Smiersz Frontu Woroneskiego/1 Frontu Ukraińskiego, 26 maja 1943 otrzymał stopień generała majora, a 25 września 1944 generała porucznika, od 22 lipca 1945 do maja 1946 był szefem Kontrwywiadu Smiersz Kijowskiego Okręgu Wojskowego, a od maja 1946 do 17 maja 1948 Kontrwywiadu MGB Kijowskiego Okręgu Wojskowego. Od 20 kwietnia 1948 do 20 marca 1953 pracował przy projekcie atomowym ZSRR jako pełnomocnik Rady Ministrów ZSRR przy laboratorium nr 3 Pierwszego Głównego Zarządu przy Radzie Ministrów ZSRR, od 15 marca do 22 kwietnia 1953 był p.o. zastępcy szefa Sekcji Śledczej ds. Szczególnie Ważnych MWD ZSRR, od 27 kwietnia do 18 lipca 1953 szefem Zarządu Kontrwywiadu MWD Moskiewskiego Okręgu Wojskowego, następnie pozostawał w dyzpozycji Zarządu Kadr i potem w rezerwie, a od 1 czerwca 1954 do 15 listopada 1955 był zastępcą szefa Zarządu KGB obwodu smoleńskiego, po czym zakończył służbę.

## Odznaczenia
- Order Lenina (trzykrotnie - 29 maja 1945, 24 listopada 1950 i 8 grudnia 1951)
- Order Czerwonego Sztandaru (czterokrotnie - 22 lutego 1943, 7 stycznia 1944, 26 maja 1944 i 6 listopada 1945)
- Order Bohdana Chmielnickiego I klasy (6 kwietnia 1945)
- Order Wojny Ojczyźnianej I klasy (27 sierpnia 1943)
- Order Czerwonej Gwiazdy (dwukrotnie - 26 kwietnia 1940 i 3 listopada 1944)
- Odznaka "Zasłużony Funkcjonariusz NKWD" (19 grudnia 1942)

I 6 medali.